# Финч, Хенидж, 3-й граф Уинчилси
Хенидж Финч, 3-й граф Уинчилси (англ. Heneage Finch, 3rd Earl of Winchilsea; ок. 1628 — 28 сентября 1689) — английский пэр и дипломат.

## Происхождение и образование
Родился около 1628 года. Единственный сын Томаса Финча, 2-го графа Уинчилси (1578—1639), и Сесиль Уэнтворт (? — 1642) из Госфилд-холла, Эссекс.
Его дедушкой и бабушкой по отцовской линии были сэр Мойл Финч, 1-й баронет, и Элизабет Финч, 1-я графиня Уинчилси. Его отец унаследовал баронетство своего деда от своего дяди, сэра Теофилуса Финча, 2-го баронета, который умер без потомства в 1619 году. Его дедушкой и бабушкой по материнской линии были Джон Уэнтворт, главный шериф Эссекса, и Сесили Унтон. Его двоюродным братом был Хенидж Финч, 1-й граф Ноттингем.
Он получил образование в колледже Квинс в Кембридже .

## Карьера
4 ноября 1639 года после смерти своего отца Хенидж Финч унаследовал титулы 3-го графа Уинчилси (Пэрство Англии), 3-го виконта Мейдстона (Пэрство Англии) и 4-го баронета Финча из Иствуэлла (Баронетство Англии).
По возвращении с территории Османской империи в июне 1668 года король Карл II заметил Хениджу Финчу: «Милорд, вы не только построили город, но и населили его». Лорд Уинчилси, явно намекая на собственный выводок внебрачных детей Чарльза, ответил, что, в конце концов, он был представителем короля.
В июле 1660 года его друг Джордж Монк, 1-й герцог Альбемарл, назначил лорда Финча губернатором Дуврского замка и лордом-хранителем Пяти портов. Он также был лордом-лейтенантом Кента, а затем послом в Османской империи и служил в этой должности с 1668 по 1672 год.
Король Карл II высадился в Кенте по пути в Лондон, чтобы закрепить за собой трон 25 мая 1660 года. Король прибыл в Дувр с 20 кораблями и фрегатами, лорд-генерал и его лейб-гвардия сопровождались графом Уинчелси под приветственные крики толпы местных жителей, собравшихся на пляже, чтобы стать свидетелями салюта из пушек Дуврского замка. 26 июня 1660 года король пожаловал ему титул 1-го барона Фицгерберта из Иствуэлла в графстве Кент.

## Личная жизнь
Финч был женат четыре раза и был отцом по крайней мере шестнадцати детей. Его первый брак был 21 мая 1645 года с достопочтенной Дианой Уиллоуби (? — 27 марта 1648), старшей дочерью Фрэнсиса Уиллоуби, 5-го барона Уиллоуби из Пархэма, и Элизабет Сесил (младшей дочери Эдварда Сесила, 1-го виконта Уимблдона).
Его второй брак был заключен около 1649 года с леди Мэри Сеймур (1637—1673), второй дочерью Уильяма Сеймура, 2-го герцога Сомерсета, и леди Фрэнсис Деверё, старшей дочери Роберта Деверё, 2-го графа Эссекса. Дети от второго брака:
- Уильям Финч, виконт Мейдстон (20 января 1651 — 28 мая 1672), погибший в море на борту « Ройял Чарльз» во время битвы при Солебее. Он женился на Элизабет Уиндем, дочери Томаса Уиндема[3]. Отец Чарльза Финча, 4-го графа Уинчилси (1672—1712).
- Леди Фрэнсис Финч (? — 17 апреля 1712), которая вышла замуж за Томаса Тинна, 1-го виконта Уэймута[3].
- Хенидж Финч, 5-й граф Уинчилси (3 января 1657 — 30 сентября 1726), который женился на Энн Кингсмилл, дочери сэра Уильяма Кингсмилла[6].
- Достопочтенный Томас Финч (род. 1658), родившийся до того, как семья переехала в Османскую империю[3]
- * Леди Элизабет Финч[7].

Его третий брак был с Кэтрин Норклифф (? — 1678) 10 апреля 1673 года. Дочь сэра Томаса Норклиффа и достопочтенной Дороти Фэрфакс (пятая дочь Томаса Фэрфакса, 1-го виконта Фэрфакса), она была дважды вдовой от своих браков с Кристофером Листером из Торнтона, Йорк, и сэром Джоном Уэнтвортом из Элмсхолла, Йорк.
Его последний брак состоялся 29 октября 1681 года с Элизабет Айрес (? — 10 апреля 1745), единственной дочерью и наследницей Джона Айреса из Лондона. Дети от четвертого брака:
- Джон Финч, 6-й граф Уинчилси (24 февраля 1682/1683 — 9 сентября 1729), умер неженатым и не оставил потомства[3].

Лорд Уинчилси умер 28 сентября 1689 года. Его титул унаследовал его внук Чарльз, так как его старший сын Уильям умер раньше него.